# Saint-Pie
Saint-Pie es una ciudad de la provincia de Quebec, Canadá. Está ubicada en el municipio regional de condado de Les Maskoutains y a su vez, en la región de Montérégie-Est en Montérégie. Hace parte de las circunscripciones electorales de Iberville a nivel provincial y de Saint-Hyacinthe−Bagot a nivel federal.

## Geografía
Saint-Pie se encuentra ubicada en las coordenadas 45°30′00″N 72°54′00″O / 45.50000, -72.90000. Según Statistique Canada, tiene una superficie total de 109,03 km² y es una de las 1135 municipalidades en las que está dividido administrativamente el territorio de la provincia de Quebec.

## Demografía
Según el censo de 2011, había 5438 personas residiendo en esta ciudad con una densidad poblacional de 49,9 hab./km². Los datos del censo mostraron que de las 5109 personas censadas en 2006, en 2011 hubo un aumento poblacional de 329 habitantes (6,4%). El número total de inmuebles particulares resultó de 2312 con una densidad de 21,21 inmuebles por km². El número total de viviendas particulares que se encontraban ocupadas por residentes habituales fue de 2192.